# دونزوم
دونزوم (به آلمانی: Dunsum) یک شهر در آلمان است که در نوردفرایسلند واقع شده‌است. دونزوم ۶۷ نفر جمعیت دارد.